# Progreso Agrario
Progreso Agrario är en ort i Mexiko.   Den ligger i kommunen Villaflores och delstaten Chiapas, i den sydöstra delen av landet, 700 km sydost om huvudstaden Mexico City. Progreso Agrario ligger 704 meter över havet och antalet invånare är 296.
Terrängen runt Progreso Agrario är kuperad. Runt Progreso Agrario är det ganska glesbefolkat, med 47 invånare per kvadratkilometer. Närmaste större samhälle är Cristóbal Obregón, 6,3 km öster om Progreso Agrario. Omgivningarna runt Progreso Agrario är en mosaik av jordbruksmark och naturlig växtlighet.